# Colofón

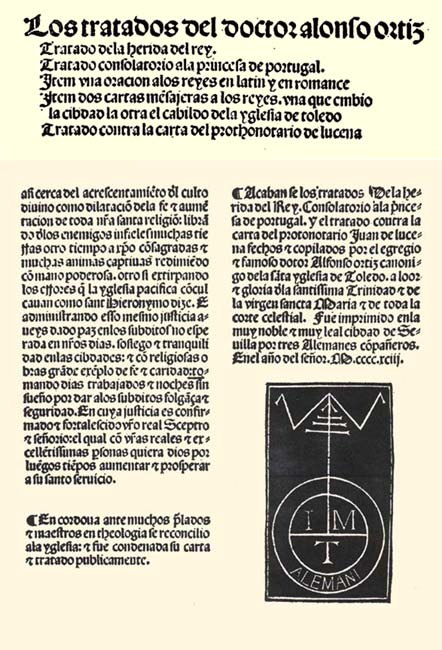
Página de un libro antiguo con portada y colofón en la misma página.

El colofón (del griego antiguo: κολoφών ‘cumbre, cima, coronamiento, fin, término’) es una anotación generalmente en la última página de un texto, donde se detallan los datos de la publicación tales como nombre y marca de la imprenta, nombre y domicilio del impresor, lugar, fecha (que consta del día, mes, año, santo del día, conmemoración o efemérides señalada) y tiraje.